# Mercedes-Benz 220 (Type 187)
La Mercedes-Benz 220 (nom de code interne : W187) est une voiture berline de luxe à moteur 6 cylindres produite de 1951 à 1955 par le constructeur allemand Mercedes-Benz. Elle a été présentée en même temps que la W186 (Mercedes-Benz 300), modèle haut de gamme qui fait partie de la Classe S.
La W187 a été remplacée par les voitures W180 du type Ponton en 1955.

## Historique

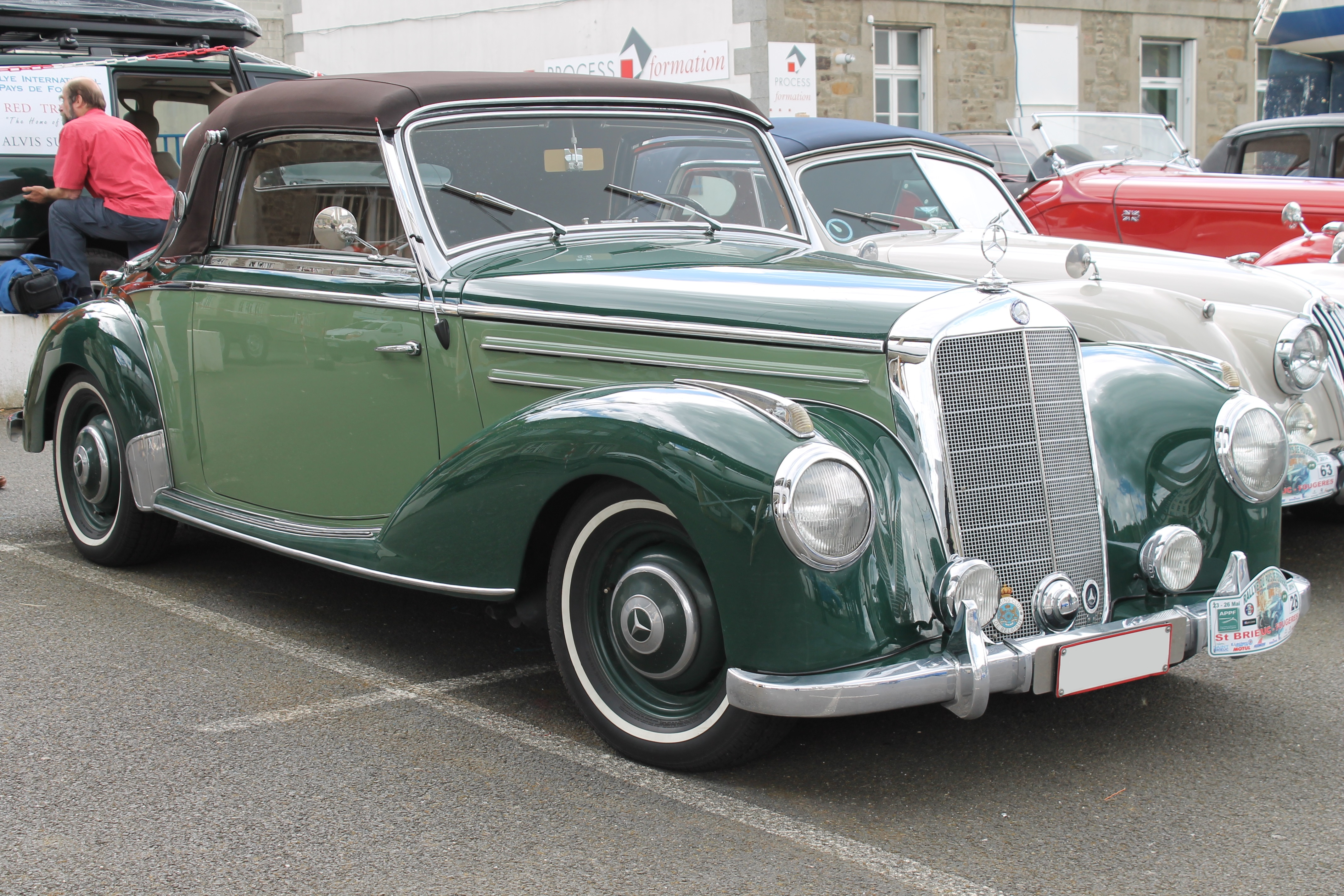
Mercedes-Benz 220 - Cabriolet Type A.

La voiture a été présentée en avril 1951 au salon de l'automobile de Francfort comme la première voiture de luxe de Mercedes à six cylindres après la Seconde Guerre mondiale avec la Mercedes-Benz 300 (W186). Elles ont été suivies au Mondial de l'automobile de Paris en octobre par la version coupé/cabriolet 300 S (W188). 
En dépit de sa tradition en tant que fabricant de voitures de luxe, après la fin de la guerre Mercedes-Benz ne produit que des voitures de tourisme avec des moteurs à quatre cylindres — jusqu'en 1951.
La conception traditionnelle correspond aux anciens modèles d'avant-guerre ; néanmoins, la W187 s'est présentée comme une voiture de bonnes qualités routières et motrices. 

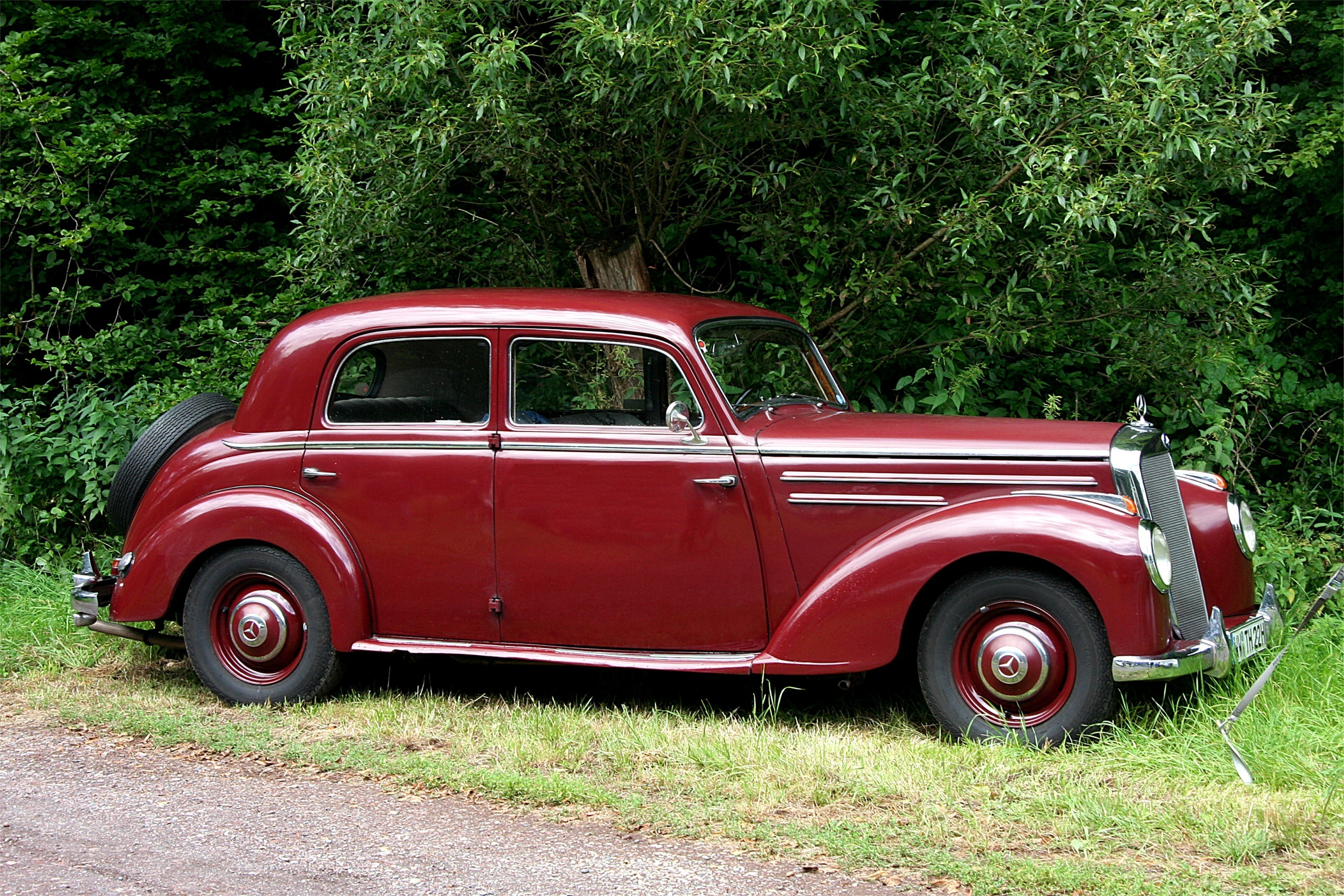
Une 220 de profil.

## Modèles

### Cabriolet

#### Type A

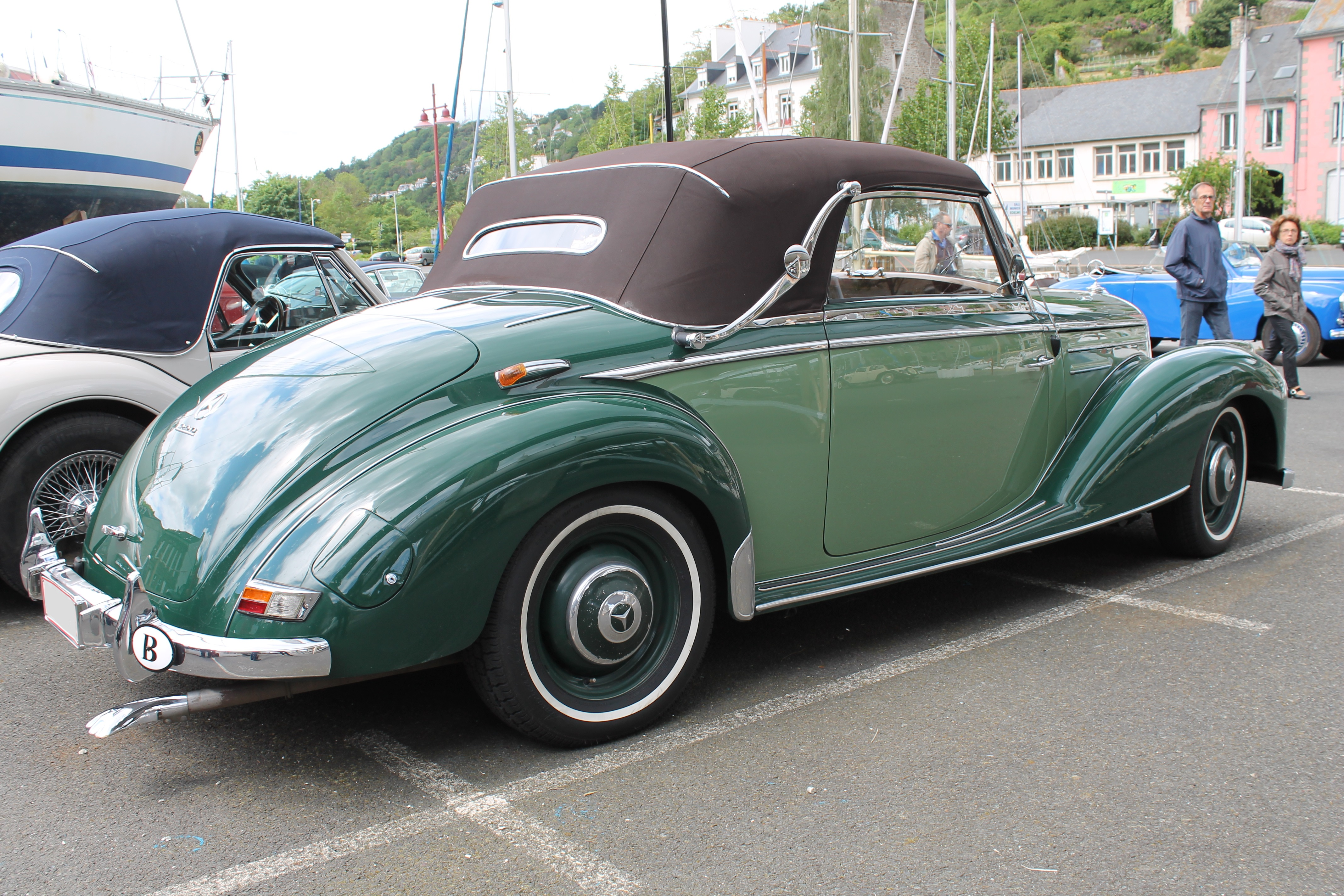
Cabriolet Type A

Deux portes et deux places.

#### Type B
Deux portes et quatre places.

## Caractéristiques

### Carrosserie
Le style était similaire à celle de la plus petite Mercedes-Benz 170. Les phares de la 220 furent intégrés dans les ailes pour un look un peu plus moderne.
Les deux modèles des cabriolets, tout comme les coupés, ont été conçus comme des voitures de caractère sportif tout en restant luxueuses.